# Ymana

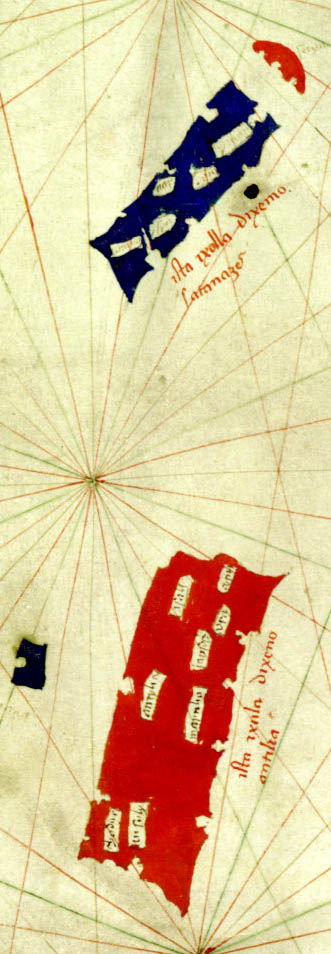
Ausschnitt aus Pizziganos Karte von 1424; Ymana liegt links neben dem rot eingezeichneten Antilia

Ymana, andere Namen: Roillo, Royllo, Rosellia, ist eine Phantominsel im nördlichen Atlantischen Ozean. Sie ist eine Schwester- oder Nebeninsel des ebenfalls fiktiven Antilia und soll westlich der Azoren liegen.
Die erste bekannte Darstellung von Ymana findet sich auf einer 57 × 89 cm großen Portolankarte von 1424 eines unbekannten Kartographen. Über die Herkunft der auf Pergament gezeichneten Seekarte ist nichts bekannt. Der Dialekt, in dem die Legende abgefasst ist, legt nahe, dass sie original aus der Republik Venedig stammt. Der Name des ursprünglichen Kartenmachers wurde entfernt und mit dem Namen „Zuane pizzi“ (Zuane Pizzigano) überschrieben. Die Karte stammt aus der Bibliotheca Philippica, der Sammlung mittelalterlicher Manuskripte von Sir Thomas Philipps (1792–1872). Die Sammlung wurde in Einzelstücken versteigert und ist über die ganze Welt verstreut. Die Karte zeigt den Nordatlantik mit dem Küstenverlauf Westeuropas und Nordwestafrikas, von den Britischen Inseln im Norden bis Kap Juby mit den Kanarischen Inseln im Süden. Im äußersten Westen sind die vier Inseln des Antilia-Archipels, darunter Ymana, eingezeichnet.
Der Kartograph und Historiker Armando Cortesão war der Auffassung, dass die auf der Portolankarte eingezeichnete Antilia-Inselgruppe, bestehend aus Antilia, Ymana, Satanazes und Saya (auch Taumar oder Tanmar genannt), die erste Darstellung der dem amerikanischen Kontinent vorgelagerten Inseln sei.

Portolankarte des Albino de Canepa (1489); Roillo (Ymana) ganz links neben dem rechteckigen Antilia

Die Antilia-Gruppe ist auf 19 bisher bekannten historischen Karten und zwei Globen des 15. Jahrhunderts eingezeichnet und zwar in ungefähr derselben Position wie in der Pizzigano-Karte. Ymana als Schwester- oder Nebeninsel des deutlich größeren Antilia trägt dabei unterschiedliche Namen, neben Ymana auch Rosellia, Royllo oder Roillo, zum Beispiel auf der Portolankarte des Albino de Canepa von 1489. „Warum Ymana in Royllo oder Roillo umgewandelt wurde, ist unklar.“:80
Sowohl Spanien als auch Portugal erhoben Besitzansprüche. Unter der Rubrik der „noch nicht gefundenen Inseln“ wurde Antilia mit Ymana im Frieden von Lissabon Portugal zugeteilt.
Die Insel wird meist im Kontext mit dem ebenfalls fiktiven Antilia genannt. Es hat, soweit bekannt, niemand behauptet, Ymana jemals betreten zu haben, daher gibt es auch keine Beschreibung der Insel und deren Bewohner. Mit der besseren Kenntnis vom amerikanischen Kontinent verschwand Ymana von den Karten. Bereits auf der Weltkarte von Martin Waldseemüller von 1507, auf der ein Teil von Amerika erstmals erscheint, ist die Antilia-Inselgruppe nicht mehr eingezeichnet. In den Atlanten des 17. Jahrhunderts ist sie völlig verschwunden.